# Conflicto etíope-somalí
El conflicto entre Etiopía y Somalia y la tensión tienen en el fondo controversias políticas y territoriales. La animosidad entre Etiopía y somalíes se remonta a unos cuantos siglos de guerras y conflictos (véase Ahmad ibn Ibrihim al-Ghazi). En los últimos años, las tensiones han causado dos guerras.

## Antecedentes históricos
Una perspectiva más amplia muestra muchos casos de conflicto entre Etiopía y Somalia. Disputas fronterizas por la región de Ogaden datan de 1948 cuando la tierra se concedió a Etiopía. Somalia no aceptó esta decisión y ha dado lugar a reiterados intentos de invadir Etiopía con la esperanza de tomar el control de Ogaden para crear una Gran Somalia. Este plan habría reunido el pueblo somalí de Ogaden (con control etíope) con los que viven en la República de Somalia. A pesar de esto, las tensiones políticas y étnicas han provocado enfrentamientos transfronterizos largo de los años.
- 1960-64: Disputa fronteriza
- 1977-78: Guerra de Ogaden
- Agosto de 1982: Choque fronterizo
- 1998-2000: Guerra transfronteriza durante la caótica era de los señores de la guerra

Los conflictos entre Etiopía y Somalia, por supuesto, no se limitan a los últimos 20 - 21 años. Las guerras entre Somalia, o sus precursores estados islámicos, y Etiopía, se dan desde el siglo XVI. Ahmad ibn Ibrihim al-Ghazi fue un líder islámico del siglo XVI popular en la cultura somalí por su yihad contra los etíopes durante el auge del sultanato de Adal (un multiétnico reino vasallo de Etiopía).